# Viktor Mamatov
Viktor Fjodorovitsj Mamatov (Russisch: Виктор Фёдорович Маматов) (Belovo, 21 juli 1937 – Moskou, 27 oktober 2023) was een Sovjet-Russisch biatleet. 

## Carrière
Mamatov werd in 1967 wereldkampioen op de 20 kilometer individueel en daarnaast werd hij ook nog driemaal wereldkampioen op de estafette. Tijdens de Olympische Winterspelen 1968 en 1972 won hij goud op de estafette en behaalde op de 20 kilometer individueel de zevende plaats.
Mamatov overleed op 86-jarige leeftijd.

## Belangrijkste resultaten

### Wereldkampioenschappen
| 1967 | Altenberg   | Goud  | Zilver |
| 1969 | Zakopane    | 14e   | Goud   |
| 1970 | Östersund   | Brons | Goud   |
| 1971 | Hämeenlinna | 6e    | Goud   |

### Olympische Winterspelen
| Jaar | Plaats   | Onderdeel   | Onderdeel | Onderdeel |
| Jaar | Plaats   | Individueel | Estafette |           |
| ---- | -------- | ----------- | --------- | --------- |
| 1968 | Grenoble | 7e          | Goud      |           |
| 1972 | Sapporo  | 7e          | Goud      |           |